# Albrecht Brandi
Albrecht Brandi (Dortmund, 20 de junho de 1914 — Colônia, 6 de janeiro de 1966) foi um comandante de submarino alemão na Kriegsmarine da Alemanha Nazista durante a Segunda Guerra Mundial. Juntamente com Wolfgang Lüth, ele foi o único marinheiro da Kriegsmarine que foi premiado com a Cruz de Cavaleiro da Cruz de Ferro com Folhas de Carvalho, Espadas e Diamantes. Brandi é creditado com o naufrágio de oito navios mercantes para um total de 25.879 toneladas brutas registradas (GRT), um navio de guerra auxiliar de 810 GRT, e três navios de guerra de 5.000 toneladas longas (5.100 toneladas).
Brandi, filho do gerente industrial Ernst Brandi, nasceu em Dortmund, Império Alemão e cresceu na República de Weimar. Após a ascensão do Terceiro Reich em 1933, ingressou na marinha em 1935. Após o serviço em caça-minas, Brandi começou sua carreira em submarinos em abril de 1941. Ele serviu pela primeira vez como comandante em treinamento no U-552, que foi comandado por Erich Topp, antes de assumir o comando do U-617 em abril de 1942 em sete patrulhas de guerra, todas menos uma na frente de operações do Mediterrâneo. Em 12 de setembro de 1943, o U-617 sofreu um ataque aéreo na costa marroquina. O U-617 foi severamente danificado forçando Brandi a encalhar o barco. A tripulação abandonou o navio e foi internada pelas forças espanholas. Brandi escapou do internamento e voltou para a Alemanha, onde recebeu o comando do U-380, que assumiu em uma patrulha antes que o submarino fosse destruído em um ataque aéreo enquanto estava no porto de Toulon. Ele foi então dado o comando do U-967. AfterApós uma patrulha, Brandi foi nomeado chefe das operações de submarinos no leste do Mar Báltico. neiro de 1945, Brandi foi colocado no comando da Marinekleinkampfverbände (pequenas unidades de batalha naval) nos Países Baixos, onde se rendeu às forças canadenses no final da guerra.
Após sua libertação do cativeiro em setembro de 1945, Brandi tornou-se pedreiro e depois estudou arquitetura. Por três anos ele atuou como presidente da Associação de Arquitetos Alemães. Brandi adoeceu e morreu repentinamente em 6 de janeiro de 1966 em um hospital em Colônia e foi enterrado com honras militares em Dortmund.

## Sumário da carreira

### Condecorações
- Cruz de Ferro (1939)
  - 2ª classe (abril de 1940)[2]
  - 1ª classe (abril de 1940)[2]
- Distintivo de Caça-Minas (abril de 1940)[2]
- Distintivo de Submarinos de Guerra (8 de outubro de 1941)[3]
  - em Ouro com Diamantes (abril de 1943)[4]
- Medalha de Prata de Valor Militar da Itália (29 de maio de 1943)[5]
- Cruz de Cavaleiro da Cruz de Ferro (21 de janeiro de 1943) como Kapitänleutnant e comandante do U-617[6][7]
  - 224ª Folhas de Carvalho (11 de abril de 1943) como Kapitänleutnant e comandante do U-617[6][8]
  - 66ª Espadas (9 de maio de 1944) como Kapitänleutnant e comandante do U-380[6][9]
  - 22º Diamantes (24 de novemnbro de 1944) como Korvettenkapitän e comandante do U-967[6][10]
- Distintivo de Submarinos da Frente em Bronze (1945)[2]

### Promoções
- 5 de abril de 1935 – Offiziersanwärter[1]
- 25 de setembro de 1935 – Seekadett[11]
- 1 de julho de 1936 – Fähnrich zur See[11]
- 1 de abril de 1938 – Oberfähnrich zur See[1]
- 1 de abril de 1938 – Leutnant zur See (segundo-tenente)[11]
- 1 de outubro de 1939 – Oberleutnant zur See (primeiro-tenente)[11]
- 1 de outubro de 1942 – Kapitänleutnant (capitão-tenente)[11]
- 8 de junho de 1944 – Korvettenkapitän (capitão de corveta), efetivo a partir de 9 de maio de 1944[12]
- 18 de dezembro de 1944 – Fregattenkapitän (capitão de fragata), efetivo a partir de 1 de agosto de 1944[12]

### Patrulhas
| Nº    | U-Boot | Partida                | Partida     | Chegada                 | Chegada     | Dias     | Tonelagem (GRT) |
| ----- | ------ | ---------------------- | ----------- | ----------------------- | ----------- | -------- | --------------- |
| 1     | U-617  | 29 de agosto de 1942   | Kiel        | 7 de outubro de 1942    | St. Nazaire | 40 dias  | 15 079          |
| 2     | U-617  | 2 de novembro de 1942  | St. Nazaire | 28 de novembro de 1942  | La Spezia   | 27 dias  |                 |
| 3     | U-617  | 21 de dezembro de 1942 | La Spezia   | 17 de janeiro de 1943   | Salamis     | 28 dias  | 6 996           |
| 4     | U-617  | 27 de janeiro de 1943  | La Spezia   | 13 de fevereiro de 1943 | Pola        | 18 dias  | 7 264           |
| 5     | U-617  | 25 de março de 1943    | Pola        | 17 de abril de 1943     | Toulon      | 24 dias  |                 |
| 6     | U-617  | 31 de maio de 1943     | Toulon      | 1 de junho de 1943      | Toulon      | 2 dias   |                 |
| 6     | U-617  | 19 de junho de 1943    | Toulon      | 20 de julho de 1943     | Toulon      | 32 dias  |                 |
| 7     | U-617  | 28 de agosto de 1943   | Toulon      | 12 de setembro de 1943  | Afundado    | 16 dias  | 1 050           |
| 8     | U-380  | 20 de dezembro de 1943 | Toulon      | 21 de janeiro de 1944   | Toulon      | 33 dias  |                 |
| 9     | U-967  | 11 de abril de 1944    | Toulon      | 17 de maio de 1944      | Toulon      | 37 dias  | 1 300           |
| Total | Total  | Total                  | Total       | Total                   | Total       | 257 dias | 31 689          |

### Navios afundados
- 8 navios afundados num total de 25 879 GRT
- 1 navio de guerra auxiliar afundado num total de 810 GRT
- 3 navios de guerra afundados num total de 5 000 toneladas

| Data                   | U-Boot | Navio                  | Nacionalidade  | Tonelagem (GRT) |
| ---------------------- | ------ | ---------------------- | -------------- | --------------- |
| 7 de setembro de 1942  | U-617  | Tor II                 | Ilhas Feroé    | 292             |
| 23 de setembro de 1942 | U-617  | Athelsultan            | Reino Unido    | 8 882           |
| 23 de setembro de 1942 | U-617  | Tennessee              | Reino Unido    | 2 342           |
| 24 de setembro de 1942 | U-617  | Roumanie               | Bélgica        | 3 563           |
| 28 de dezembro de 1942 | U-617  | HMS St. Issey (W 25)   | Reino Unido    | 810             |
| 15 de janeiro de 1943  | U-617  | Annitsa                | Grécia         | 4 324           |
| 15 de janeiro de 1943  | U-617  | Harboe Jensen          | Noruega        | 1 862           |
| 1 de fevereiro de 1943 | U-617  | HMS Welshman (M 84)    | Reino Unido    | 2 650           |
| 5 de fevereiro de 1943 | U-617  | Corona                 | Noruega        | 3 264           |
| 5 de fevereiro de 1943 | U-617  | Henrik                 | Noruega        | 1 350           |
| 6 de setembro de 1943  | U-617  | HMS Puckeridge (L 108) | Reino Unido    | 1 050           |
| 5 de maio de 1944      | U-967  | USS Fechteler (DE-157) | Estados Unidos | 1 300           |
| Total                  | Total  | Total                  | Total          | 31 689          |